# Копейка
Копе́йка (устаревшая форма копейная денга) — разменная монета России, в непризнанном Приднестровье, Беларуси (1⁄100 рубля), Украины (1⁄100 гривны). От слова «копейка» происходит название монеты Азербайджана — гяпик, (азерб. qəpik, 1⁄100 маната). Также в Российской империи до 1917, на Дону и Кубани в 1918, в Литве в 1991, Беларуси (1992) и другими эмитентами (трест Арктикуголь, Внешторгбанк — 1961) выпускались бумажные билеты достоинством 1, 2, 3, 5, 10, 15, 20, 25, 50 копеек.

## Этимология
В XVI веке в России чеканились серебряные монеты небольшого размера («чешуйки»), на которых изображался всадник («ездец»). На изделиях Московского и Тверского денежных дворов («московки») ездец изображался с саблей, такие монеты назывались «сабельная деньга» (сабляница) или «мечевая деньга». Софийская летопись приписывает данный вариант дизайна великому князю Василию III. А на монетах Новгородского и Псковского денежных дворов («новгородки») всадник держал в руке копьё, эти монеты назывались «копейной деньгой» (копейкой). Указанный порядок был впоследствии закреплён денежной реформой 1535 года, которая установила разный номинал для «новых» новгородок и московок (1 копейная деньга = 2 сабельных деньги). Наименование «копейка» окончательно утвердилось в лексиконе только к концу XVII века.
Противником высказанной версии являлся Р. Ф. Брандт, который утверждал, будто монет с изображением копья никогда не существовало. Исследователь считал более убедительной народную этимологию «копейка — от копить» (ср. копа). Впрочем, с ним полемизирует автор словаря М. Фасмера.
В среде немецких филологов бытует версия, что слово «копейка» происходит от тюрк. köрek, а оно, в свою очередь, ведёт своё происхождение от динара «кебеки» (тюрк. dinār köреjī), обязанного своим названием денежной реформе Кебека, хана Чагатайского улуса (1321 год). Монеты типа «кебеки» были распространены не только в Средней Азии, но также в Иране и Азербайджане. Примером исследователя, который разделяет такую этимологию, является К. Локоч.
Против этой версии говорит то, что монеты хана Кепека не встречаются в археологических раскопках на территории средневековых русских поселений. Поэтому серьёзно эту версию рассматривать нельзя, так как наименование номинала копейки начало с трудом прививаться на Руси со времени денежной реформы Елены Глинской 1535—1538, когда о хане Кепеке (1320) уже давно забыли и денег его по Руси не ходило. Окончательно копейка укрепилась в лексике только к концу XVII века. Впервые это слово было отчеканено в качестве номинала на монете только в 1704 году.

### Влияние
Название азербайджанского гяпика (1⁄100 маната) произошло от русского слова «копейка». Однако, по одной из версий, возможно, само слово «копейка» — тюркского происхождения и имеет корень, означающий собаку.

## История

### Копейка Елены Глинской
Копейка появилась в результате денежной реформы Елены Глинской, матери Ивана Грозного, проведённой 20 марта 1535 года. Причиной для её введения послужило широкое распространение практики обрезывания находящихся тогда в обиходе серебряных монет, что подрывало основы денежного хозяйства и вызывало недоверие у людей. Вес находившихся в обращении обрезанных денег Василия III, отца Ивана Грозного, составлял в среднем 0,2—0,3 г — около 50 % первоначального веса. После того, как все угрозы наказаний оказались безрезультатными, государство пошло на решительные меры. Все старые монеты, вне зависимости от их целости, были запрещены и заменены новыми.
Русские монеты того времени имели неправильную форму, так как чеканились на расплющенных обрезках серебряной проволоки. Из-за этого получались продолговатые пластинки, на которых выбивались надпись лицевой стороны и рисунок оборотной (из-за характерной формы в нумизматике такие монеты называют «чешуйками»). На новой копейке был изображён всадник с копьём и этим она отличалась от старой московской деньги, где был изображён всадник с саблей.
Первоначальный вес серебряной копейки составлял 0,68 г. Её вес взяли от новгородской деньги, которая была в два раза тяжелее московской. Таким образом, счётная единица — один рубль — равнялся 100 новгородским или 200 московским деньгам, или 400 полушкам (половина деньги или четверть копейки).
К XVI столетию сложилась следующая монетная система: копейка (денга новгородская), денга московская (полкопейки), четверец (четверть копейки или «полушка») и медное пуло (в XVI веке за серебряную копейку давали от 40 до 60 медных пул в зависимости от цен на серебро). Четверцы имели изображение птички на одной стороне и титул «Государь» в виде узора на другой. Медные монеты практически не участвовали в торговле, их прекратили выпускать в конце XVI века, в XVII веке была неудачная попытка выпуска медных копеек, равных по курсу серебряным, но успеха она не принесла («Медный бунт»), только со времени реформ Петра I медная копейка прочно входит в российскую денежную систему в качестве разменной монеты по отношению к серебряному рублю. Изготовление мелких номиналов — денег и полушек — в допетровскую эпоху было невыгодно казне (вследствие трудностей технологического характера при ручном процессе изготовления монет столь маленького размера), поэтому выпуск четверцов был крайне небольшим, а в XVII веке чеканились практически только копейки, тогда как выпуск денег и четверцов (полушек) был ничтожен. Понятия «рубль», «полтина», «алтын» были исключительно счетными (то есть металлических монет таких номиналов не существовало) и содержали соответственно 100, 50 и 3 копейки. В допетровскую эпоху выпускались серебряные алтыны, но в ничтожном количестве, использовались они в виде награды, попытка выпуска крупного серебряного рубля не удалась.
Для бедноты даже одна копейка была очень значительной суммой, в то же время копейками было крайне неудобно осуществлять крупные расчеты, требовались горы монет и много времени на их подсчёт, кроме того, ручная чеканка облегчала «труд» фальшивомонетчикам, наводнявших страну фальшивками, поэтому, несмотря на удобство десятичной системы (1 рубль = 100 копеек, в то время как в большинстве стран Западной Европы того времени использовались запутанные системы), допетровская денежная система таила в себе массу неудобств. При первой возможности Пётр I, не любивший старые порядки и пренебрежительно называвший старые копейки «серебряными блохами», взялся за модернизацию и усовершенствование монетной системы для адаптации её к торговым нуждам как внутри страны, так и на внешнеторговой арене в свете укрепления и значительного расширения торгово-экономических связей с Западной Европой.

### Первые копейки Российской империи
В конце XVII века в России начался денежный кризис. Вес серебряной копейки до 1696 года составлял 0,48 г. С 1696 года её вес был уменьшен и уже составлял 0,28 г. То есть вес счётного рубля (28 г) был уравнен с весом европейского талера (без учёта пробы металла). Для выплаты большой суммы требовалось затратить несколько дней только на подсчёт. И тогда царь Пётр I решил ввести новую денежную систему, которая отвечала бы расширяющейся торговле. В Европе монетная система была более развита, монеты чеканились винтовым прессом на круглых заготовках. Пётр проводил значительное время за границей в период совместного царствования и в начале своего правления, где и ознакомился с работой монетных дворов. Проволочные серебряные копейки Пётр брезгливо называл «вшами». Однако, введения медных монет малого достоинства опасались, боясь недовольства в народе и повтора медных бунтов.
Первым делом была выпущена в обращение медная мелочь достоинством ниже копейки: денга — ½ копейки, полушка — ¼ копейки и полполушка — 1/8 копейки. Полполушка (полуполушка) чеканилась только в 1700 году. Только в 1704 году в обращении появилась медная копейка, равная 1⁄100 части серебряного рубля, и удалось серебряную копейку заменить медной. Изображение всадника с копьём на копейке просуществовало до конца XVIII века. С 1713 года началась непродолжительная чеканка круглой серебряной копейки (выпуск серебряных копеек дореформенного образца продолжался до 1718 года).
Пётр ввёл счёт на рубли и копейки, отменив прежний счёт алтыны и денги. Россия стала первой в мире страной, которая ввела десятичную денежную систему. Только в 1792 году в Североамериканских штатах появилась система доллара и его сотой части — цента, во Франции одна сотая франка — сантим — в 1795 году.
В истории денежного обращения России существовали и другие номиналы, укладывающиеся в десятичную монетную систему: грош (2 копейки), алтын (3 копейки), 4 копейки (двухгрошевик), гривенник (10 копеек), а также дробные номиналы в копейках от рубля: полтина (½ рубля — 50 копеек) и полуполтина (¼ рубля — 25 копеек), а также монеты для Польши в двух номиналах, привязанные к курсу злотого из расчёта 1 Zł = 15 копеек, достоинством 15 копеек/1 Złoty и 30 копеек/2 Złote.
Примечательно, что на некоторых медных и серебряных монетах петровской эпохи при обозначении их стоимости использовался оригинальный приём: для грамотных номинал обозначался словом, для неграмотных — соответствующим количеством точек или чёрточек. Этот способ применялся вплоть до 1810 года.
Дата чеканки стала помещаться на монетах Петра I с 1696 года. Вначале она отсчитывалась в соответствии с традиционной на Руси системой счисления времени — «от сотворения мира» и обозначалась буквами русского алфавита, соответствовавшими определённым числам.
С введением с 1 января 1700 года нового летоисчисления от Рождества Христова даты на монетах стали обозначаться по вновь введённой системе и постепенно буквы заменялись арабскими цифрами.
Самая большая копейка
Самая большая по размеру копейка выпускалась в 1726 году в правление Екатерины I и чеканилась из меди на Екатеринбургском платовом дворе, её вес составлял 16,38 г. Копейка была квадратной формы и размерами 23×23 мм.
Самая тяжёлая копейка
Самая тяжёлая копейка выпускалась в 1755—1757 годах в правление Елизаветы Петровны и чеканилась из меди на Санкт-Петербургском, Екатеринбургском, московском Красном монетных дворах, её вес составлял 20,48 г. Среди нумизматов она часто называется «облачной» копейкой или копейкой «орёл в облаках» из-за изображений на её аверсе и реверсе.

### Последние копейки Российской империи
| Разменные монеты периода правления императора Николая II (1894—1917) | Разменные монеты периода правления императора Николая II (1894—1917) | Разменные монеты периода правления императора Николая II (1894—1917) | Разменные монеты периода правления императора Николая II (1894—1917) | Разменные монеты периода правления императора Николая II (1894—1917) | Разменные монеты периода правления императора Николая II (1894—1917) | Разменные монеты периода правления императора Николая II (1894—1917) |
| Изображение                                                          | Номинал                                                              | Диаметр                                                              | Вес                                                                  | Гурт                                                                 | Металл                                                               | Годы чеканки                                                         |
| -------------------------------------------------------------------- | -------------------------------------------------------------------- | -------------------------------------------------------------------- | -------------------------------------------------------------------- | -------------------------------------------------------------------- | -------------------------------------------------------------------- | -------------------------------------------------------------------- |
|                                                                      | ¼ копейки (полушка)                                                  | 13,1                                                                 | 0,8                                                                  | рубчатый                                                             | Медь                                                                 | 1894-1900, 1909—1910, 1915—1916                                      |
|                                                                      | ½ копейки (полкопейки)                                               | 16                                                                   | 1,6                                                                  | рубчатый                                                             | Медь                                                                 | 1894-1900, 1908—1916                                                 |
|                                                                      | 1 копейка                                                            | 21,6                                                                 | 3,3                                                                  | рубчатый                                                             | Медь                                                                 | 1895-1917                                                            |
|                                                                      | 2 копейки                                                            | 24,5                                                                 | 6,6                                                                  | рубчатый                                                             | Медь                                                                 | 1895-1917                                                            |
|                                                                      | 3 копейки                                                            | 28                                                                   | 9,8                                                                  | рубчатый                                                             | Медь                                                                 | 1895-1917                                                            |
|                                                                      | 5 копеек (серебро)                                                   | 15                                                                   | 0,9                                                                  | рубчатый                                                             | Серебро 500 пробы                                                    | 1897-1906, 1908—1915                                                 |
|                                                                      | 5 копеек (медь)                                                      | 32,5                                                                 | 16,4                                                                 | рубчатый                                                             | Медь                                                                 | 1911-1912, 1916                                                      |
|                                                                      | 10 копеек                                                            | 17,5                                                                 | 1,8                                                                  | рубчатый                                                             | Серебро 500 пробы                                                    | 1895-1917                                                            |
|                                                                      | 15 копеек                                                            | 19,5                                                                 | 2,7                                                                  | рубчатый                                                             | Серебро 500 пробы                                                    | 1896-1909, 1911—1917                                                 |
|                                                                      | 20 копеек                                                            | 22                                                                   | 3,6                                                                  | рубчатый                                                             | Серебро 500 пробы                                                    | 1901-1917                                                            |
|                                                                      | 25 копеек                                                            | 25                                                                   | 5                                                                    | рубчатый                                                             | Серебро 900 пробы                                                    | 1895-1897, 1900—1901                                                 |
|                                                                      | 50 копеек                                                            | 27                                                                   | 10                                                                   | рубчатый                                                             | Серебро 900 пробы                                                    | 1895-1904, 1906—1914                                                 |

В 1915 году, пытаясь справиться с расходами по ведению войны, правительство усилило выпуск бумажных денег и, пытаясь бороться с возникшим в народе разменным кризисом, выпустило в обращение даже бумажную копейку. На разменном билете в 1 копейку было написано: «Имѣетъ хожденіе наравнѣ съ мѣдной монетой». На билетах в 2, 3 и 5 копеек: «Имѣютъ хожденіе наравнѣ съ мѣдной монетой». На 50-копеечном — «Имѣетъ хожденіе наравнѣ съ размѣнной серебряной монетой». Подобные разменные билеты в 10, 15 и 20 копеек в обращение не попали из-за опасения, что население начнёт путать их со схожими по цветам более мелкими номиналами. Одновременно в обращение были выпущены почтовые марки, повторяющие рисунки марок из серии, посвящённой 300-летию царского Дома Романовых (1, 2, 3, 10, 15, 20 коп.) с надписью на оборотной стороне: «Имѣетъ хожденіе наравнѣ съ мѣдной (размѣнной серебряной) монетой». Эти марки-деньги были напечатаны на тонком картоне и не имели клеевого слоя, хотя почтовое ведомство разрешало клеить их на почтовые отправления вместо обычных почтовых марок.
Германия в 1916 году выпустила для оккупированных немцами земель русского Западного края (Польша и Прибалтика — территория Обер-Ост) монеты в номиналах 1, 2 и 3 копейки, отчеканенные из обычного железа на монетных дворах Берлина и Гамбурга. Эти монеты имели русские надписи в три строки: «1 копѣйка 1916», «2 копѣйки 1916», «3 копѣйки 1916». Надписи были обрамлены контурным изображением немецкого Железного креста.
Последними монетами Российской империи были серебряные монеты номиналом 10, 15 и 20 копеек, выпущенные в 1917 году, кроме того, в 1965 году Михаилом Горнунгом была обнаружена медная монета номиналом пять копеек с датой «1917», которая являлась пробой штемпеля, подобные медные монеты номиналом 5 копеек и 1 копейка также примерно в то же время поступили в коллекцию Государственного Русского музея.
- Копейка Екатеринбургского монетного двора, 1799 год
- Серебряные 50 копеек Николая II, 1896 год
- Копейка, 1908 год
- Полкопейки, 1909 год
- 20 копеек, 1915 год
- 2 копейки, 1916, оккупированная территория "Обер-Ост"

### Копейки РСФСР и СССР
Первые советские серебряные монеты с гербом РСФСР достоинством в 10, 15, 20 и 50 копеек датированы 1921 годом. Первая советская копейка вышла в обращение в 1924 году. Эти монеты чеканились на заготовках того же размера, что и регулярные медные монеты царского периода 1867—1917 годов. Кроме того в 1924 году были выпущены в обращение медные монеты достоинством в 2, 3 и 5 копеек (также известны медные монеты номиналом 1 и 2 копейки, датированные 1925 годом, являющиеся нумизматической редкостью), а также серебряные монеты достоинством в 10, 15, 20 и 50 копеек (полтинник). В последующие годы (1925—1928) чеканились медные монеты номиналом в полкопейки. В связи с тем, что монетное производство поглощало много меди, необходимой для промышленности, было принято решение о прекращении выпуска медной копейки. С 1926 года страна перешла на чеканку монет из сплава золотистой бронзы (медь с добавлением алюминия в лигатуру сплава для улучшения ковкости материала), однако попадаются 2, 3 копейки 1961—1991 годов из медно-никелевого сплава (перепутки).
С этого момента копейка стала весить ровно 1 грамм, две копейки — 2 грамма, три копейки — 3 грамма, пять копеек — 5 граммов, и в рубле было 100 граммов мелкой монетой. В то же время себестоимость копейки при чеканке была самой высокой. Изготовление рубля обходилось в 16 копеек, а одной копейки — в 8 копеек. Поэтому при советских денежных реформах старались не изымать из обращения мелкую разменную монету. В 1947 году её вообще не трогали, а при реформе 1961 года наряду с новыми деньгами продолжали оставаться в денежном обращении старые бронзовые монеты номиналом 1, 2 и 3 копейки.
С 1961 г. монеты в 1, 2, 3 и 5 копеек изготавливаются из медно-цинкового сплава, более износостойкого по сравнению с предыдущими монетами.
За одну копейку в середине 1980-х годов время можно было купить коробок спичек, два почтовых конверта без марок или стакан газированной воды без сиропа. Кроме того, в СССР чеканились монеты номиналом 10, 15, 20 и 50 копеек из медно-никелевого сплава белого цвета.
| Выпуск 1961 года | Выпуск 1961 года | Выпуск 1961 года | Выпуск 1961 года | Выпуск 1961 года | Выпуск 1961 года                                                    | Выпуск 1961 года    |
| Изображение      | Номинал          | Диаметр          | Масса            | Толщина          | Материал                                                            | Выпущено            |
| ---------------- | ---------------- | ---------------- | ---------------- | ---------------- | ------------------------------------------------------------------- | ------------------- |
|                  | 1 kop            | 15               | 1                | 0,9              | Марганцовистая латунь, сплав ЛМц58-2 - 58 % Cu, 40 % Zn, 2 % Mn     | 1961-1991           |
|                  | 2 kop            | 18               | 2                | 1,1              | Латунь (сплав ЛМц58-2)                                              | 1961-1991           |
|                  | 3 kop            | 22               | 3                | 1,22             | Латунь (сплав ЛМц58-2)                                              | 1961-1962 1965—1991 |
|                  | 5 kop            | 25               | 5                | 1,5              | Латунь (сплав ЛМц58-2)                                              | 1961-1962 1965—1991 |
|                  |                  |                  |                  |                  |                                                                     |                     |
|                  | 10 kop           | 17,27            | 1,8              | 1,1              | Нейзильбер                                                          | 1961-1962 1965—1991 |
|                  | 15 kop           | 19,56            | 2,5              | 1,2              | Нейзильбер                                                          | 1961-1962 1965—1991 |
|                  | 20 kop           | 21,8             | 3,4              | 1,4              | Нейзильбер - 1978; Mn ~4 %, Fe ~0,3 %, Ni ~11 %, Cu ~53 %, Zn ~32 % | 1961-1962 1965—1991 |
|                  | 50 kop           | 24               | 4,4              | 1,7              | Нейзильбер                                                          | 1961 1964—1991      |
|                  | Rbl 1            | 27               | 7,5              | 2                | Нейзильбер                                                          | 1961 1964—1991      |

## Копейки конца XX — начала XXI века

### Копейки Российской Федерации
Накануне августовского путча 1991 года Государственный банк СССР выпустил в обращение монеты нового дизайна и параметров номиналом в 10, 50 копеек, 1, 5, 10 рублей. После распада СССР инфляция, набрав обороты, «съела» копейку. Центральный банк России официально заявил, что, дожив до своего 460-летия, копейка перестала существовать и ушла в историю. Тем не менее формально монеты выпусков 1961—1991 годов (и даже монеты 1, 2 и 3 копейки более ранних выпусков) продолжали оставаться законным платёжным средством вплоть до 31 декабря 1998 года, а в 1999—2003 годах теоретически могли быть обменены на новые деньги в соотношении 1000:1.
В результате деноминации российского рубля с 1 января 1998 года в России была реанимирована копейка как 1⁄100 его часть. На всех «новых копейках», как и в 1535 году, имеется изображение всадника с копьём. Рисунок Георгия на реверсе практически идентичен изображению на новгородской иконе XV века «Чудо Георгия о змие». Под левым передним копытом коня на монетах проставлены буквы «М» или «С-П», обозначающие монетный двор.
Производство 1- и 5-копеечных монет в 2000-х годах обходилось дороже их номинальной стоимости, из-за чего представители Банка России предлагали полностью перестать чеканить монеты этого номинала. По данным Левада-Центра, 91 % опрошенных высказываются против присутствия в наличном денежном обороте копейки, против пяти копеек — 83 %. В 2012 году выпуск монет номиналом 1 и 5 копеек был прекращён, однако в 2014 году их вновь выпустили (малым тиражом) в связи с потребностью в мелких монетах в аннексированном Россией Крыму.
Российские копейки образца 1997 года
|  | 1 копейка | 15,5 мм | 1,25 мм | 1,50 г | Биметалл (сталь, плакированная мельхиором)     | Гладкий                 | Номинал, растительный орнамент | Георгий Победоносец, надпись «БАНК РОССИИ», год чеканки | 1997 — 2009, 2014 |
|  | 5 копеек  | 18,5 мм | 1,45 мм | 2,60 г | Биметалл (сталь, плакированная мельхиором)     | Гладкий                 | Номинал, растительный орнамент | Георгий Победоносец, надпись «БАНК РОССИИ», год чеканки | 1997 — 2009, 2014 |
|  | 10 копеек | 17,5 мм | 1,25 мм | 1,95 г | латунь                                         | Рубчатый (98 рифлений)  | Номинал, растительный орнамент | Георгий Победоносец, надпись «БАНК РОССИИ», год чеканки | 1997 — 2006       |
|  | 10 копеек | 17,5 мм | 1,25 мм | 1,85 г | Биметалл (сталь, плакированная сплавом томпак) | Гладкий                 | Номинал, растительный орнамент | Георгий Победоносец, надпись «БАНК РОССИИ», год чеканки | 2006 — 2015       |
|  | 50 копеек | 19,5 мм | 1,50 мм | 2,90 г | латунь                                         | Рубчатый (105 рифлений) | Номинал, растительный орнамент | Георгий Победоносец, надпись «БАНК РОССИИ», год чеканки | 1997 — 2006       |
|  | 50 копеек | 19,5 мм | 1,50 мм | 2,75 г | Биметалл (сталь, плакированная сплавом томпак) | Гладкий                 | Номинал, растительный орнамент | Георгий Победоносец, надпись «БАНК РОССИИ», год чеканки | 2006 — 2015       |

### Копейки Беларуси
В 1992 году копейка (бел. капейка) появляется в Беларуси в виде разменного билета Национального банка Республики Беларусь. 1 копейка равняется 1⁄100 белорусского рубля, прозванного в народе «зайчиком». Впоследствии инфляция «съела» и белорусскую копейку.
С 1 июля 2016 года, впервые за всю историю белорусской денежной системы, в связи с деноминацией в обращение введены белорусские копейки в виде монет. Выпущены монеты образца 2009 года достоинством 1, 2, 5, 10, 20 и 50 копеек.

### Копейки Украины
Новую страницу своей истории копейка (укр. копійка) начала на Украине. В 1992 году были выпущены пробные монеты номиналом «один шаг» и «п’ятдесят шагів», но они не были утверждены как название мелкой украинской монеты. Вокруг будущего названия мелкой монеты было немало разговоров. Некоторые считали, что «копейка» — название русское и для независимой Украины оно не подходит. И всё-таки 2 марта 1992 года постановлением Президиума Верховного Совета Украины название разменной монеты страны определили — «копійка».

### Копейки Приднестровья
Монеты достоинством в 5 и 10 копеек (из алюминия), а также достоинством в 25 и 50 копеек (сплав жёлтого цвета) в настоящее время имеют хождение в Приднестровье.

### Одинаковый размер монет
Монеты достоинством в 10 копеек не меняют своего диаметра на протяжении столетия. Так, 10 копеек времён Николая II, 10 копеек РСФСР 1921 года, советские гривенники образца 1924, 1931, 1935, 1961 (в том числе и юбилейные образца 1967 года) и 1991 («павловские») годов, а также монеты Российской Федерации образца 1997 года (с последующими изменениями) имеют одинаковый диаметр — около 17 мм.
Единые диаметры сохраняли также монеты достоинством 15 и 20 копеек — со времён их чеканки при Александре II, Александре III, Николае II (серия 1861—1917 годов) и до момента прекращения выпуска в 1991 году.

### Памятники копейке
В России есть несколько памятников копейке и пятаку (в Москве, в Нижнем Новгороде, в Ярославле, Тюмени, Королёве, Новокузнецке, Батайске), а также ряд нереализованных пока проектов (в Новосибирске, в Томске и других городах).
В деревне Крестовское Верхозинского сельсовета Шадринского района Курганской области памятник с изображением копейки 1877 года открыт 16 июля 2016 года.

## Галерея бумажных копеек
- 1 копейка (аверс), 1915 год
- 1 копейка (реверс), 1915 год
- 1 копейка, 1915 год, г. Либава
- 1 копейка Ростовского трамвая, 1917 год
- Денежный знак 1 копейка (аверс), 1924 год
- Денежный знак 1 копейка (реверс), 1924 год
- Отрывной чек 1 копейка, 1961 год
- 1 копейка (аверс), 1961 год, трест «Арктикуголь», СССР
- 1 копейка (реверс), 1961 год, трест «Арктикуголь», СССР